# Douvres
Douvres ist eine französische Gemeinde mit 1.108 Einwohnern (Stand 1. Januar 2022) im Département Ain in der Region Auvergne-Rhône-Alpes. Sie gehört zum Kanton Ambérieu-en-Bugey im Arrondissement Belley und ist Mitglied im Gemeindeverband Plaine de l’Ain.

## Geographie

### Lage
Douvres liegt auf 275 m, etwa 26 Kilometer südsüdöstlich der Präfektur Bourg-en-Bresse, 35 Kilometer nordwestlich der Stadt Belley und 63 Kilometer nordwestlich der Stadt Chambéry (Luftlinie). Das Dorf erstreckt sich am Westrand der historischen Provinz Bugey am Übergang zwischen dem unteren Ain-Tal und dem südlichen französischen Jura-Gebirge. Douvres grenzt an die großflächigen Gemeinden Ambronay im Norden und Ambérieu-en-Bugey im Süden.

### Topographie
Die Fläche des 5,26 km² großen Gemeindegebiets umfasst einen Abschnitt in den Westausläufern des Jura direkt unterhalb des 805 m hohen Mont Luisandre. Es untergliedert sich in einen flachen Bereich, der zum hier etwa sechs Kilometer breiten Talboden des unteren Ain-Tals gehört, und den bewaldeten Anstieg zum Mont Luisandre. Die kompakt angelegte Siedlungsfläche schmiegt sich hierbei an den Gebirgsfuß an unterhalb eines kleinen Einschnitts, der von dem Bach Le Nantay geschaffen wurde. Dieser entwässert den Gemeindeboden über den Seymard und die Albarine zum Ain hin. Auf der Flanke des Mont Luisandre erreicht die Gemeinde mit 480 m ihre höchste Erhebung. Die dortigen Waldbestände machen etwa 44 % der Gemeindefläche aus. Anteilsmäßig folgen landwirtschaftlich genutzte Flächen (24 %) und Wiesen (19 %), die Bebauung nimmt 13 % ein.

## Geschichte
Aus der Burgunder- oder Merovingerzeit wurden 1865 einige Grabstätten freigelegt. Im Mittelalter bestand in Douvres eine kleine Herrschaft, die 1227 als Villa de Dolvres erwähnt wurde. Sie gehörte einer Familie gleichen Namens, die den Äbten von Ambronay und ab 1346 den Herren von Oncieu(x) treuepflichtig waren. Zu der Zeit waren die Grafen von Savoyen die Landesherren im Bugey, das mit dem Vertrag von Lyon im Jahre 1601 ein Teil von Frankreich wurde.

## Bevölkerungsentwicklung
| Jahr                       | 1962 | 1968 | 1975 | 1982 | 1990 | 1999 | 2010 | 2021 |
| Einwohner                  | 267  | 254  | 298  | 534  | 606  | 646  | 952  | 1094 |
| Quellen: Cassini und INSEE |      |      |      |      |      |      |      |      |

Mit 1108 Einwohnern (Stand 1. Januar 2022) gehört Douvres zu den kleinen Gemeinden des Départements Ain. Nachdem die Einwohnerzahl im 19. und 20. Jahrhundert kontinuierlich zurückgegangen war (1851 wurden noch 553 Einwohner gezählt), setzte Mitte der 1970er Jahre eine starke Bevölkerungszunahme ein, die bis heute anhält. Die Ortsbewohner von Douvres heißen auf Französisch Douvrois(es).

## Sehenswürdigkeiten
Die Kirche Saints-Pierre-et-Paul wurde im 19. Jahrhundert im Stil der Neo-Romanik erbaut und ersetzte einen Vorgängerbau.

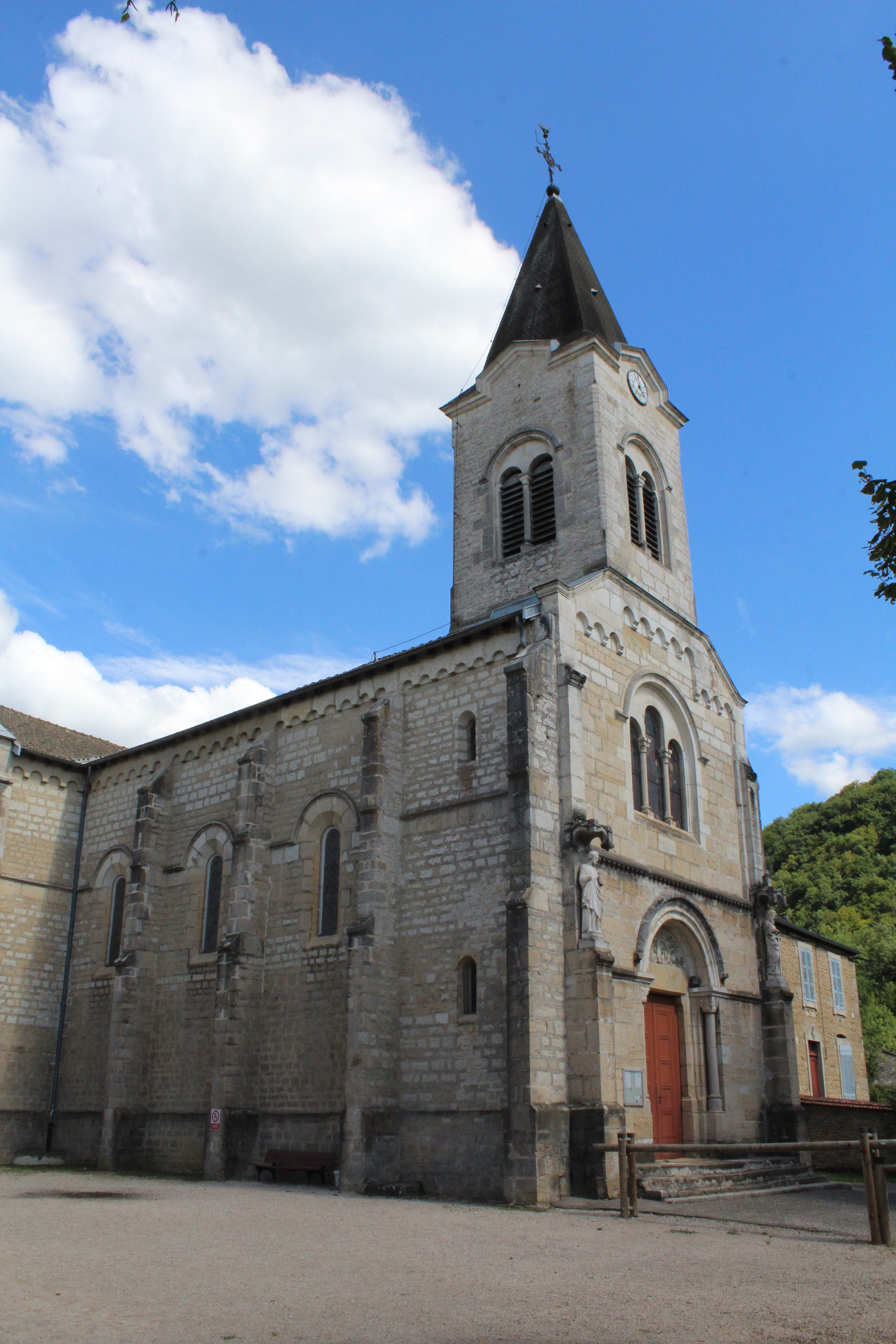
Kirche Saints-Pierre-et-Paul
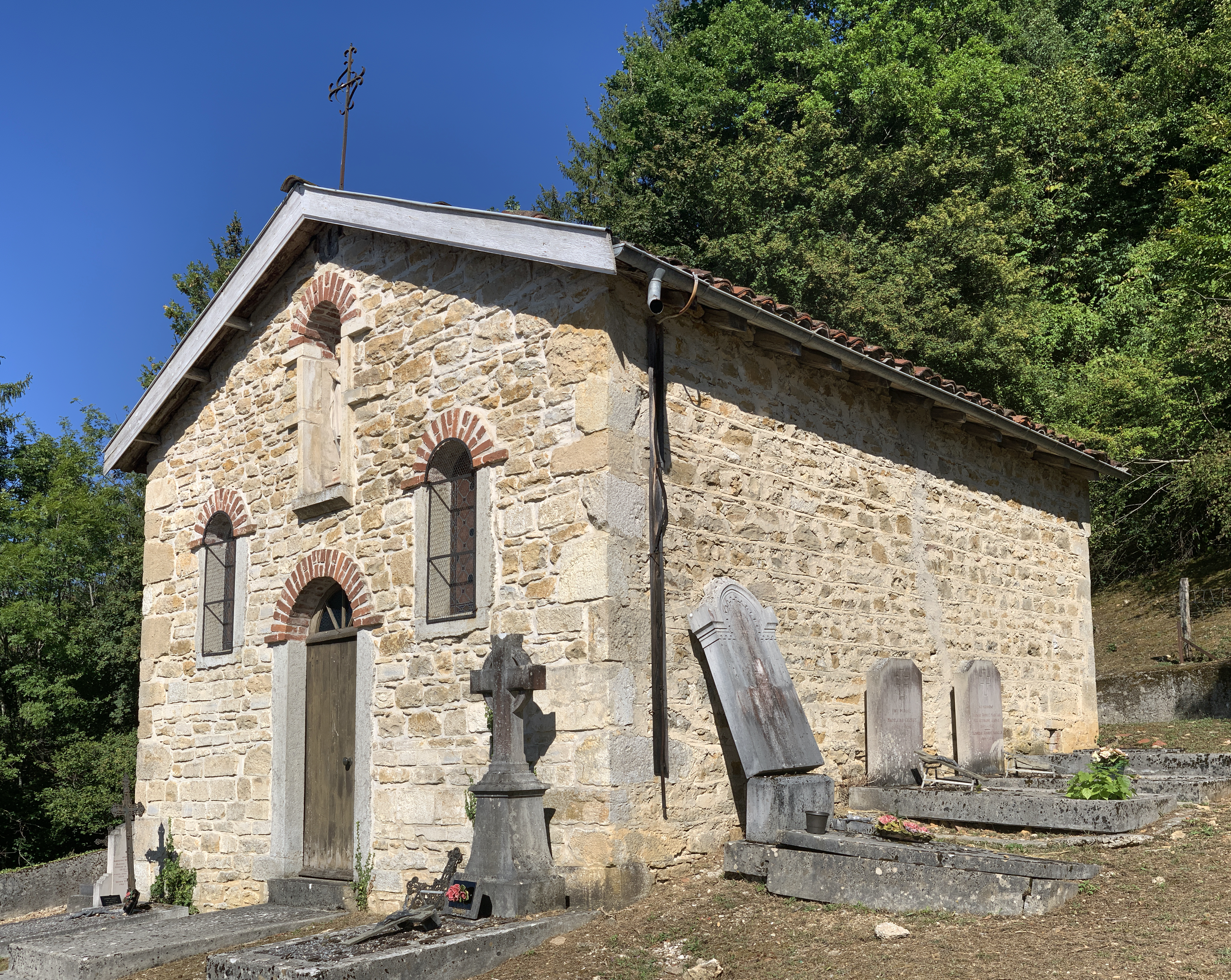
Kapelle Saint-Pierre
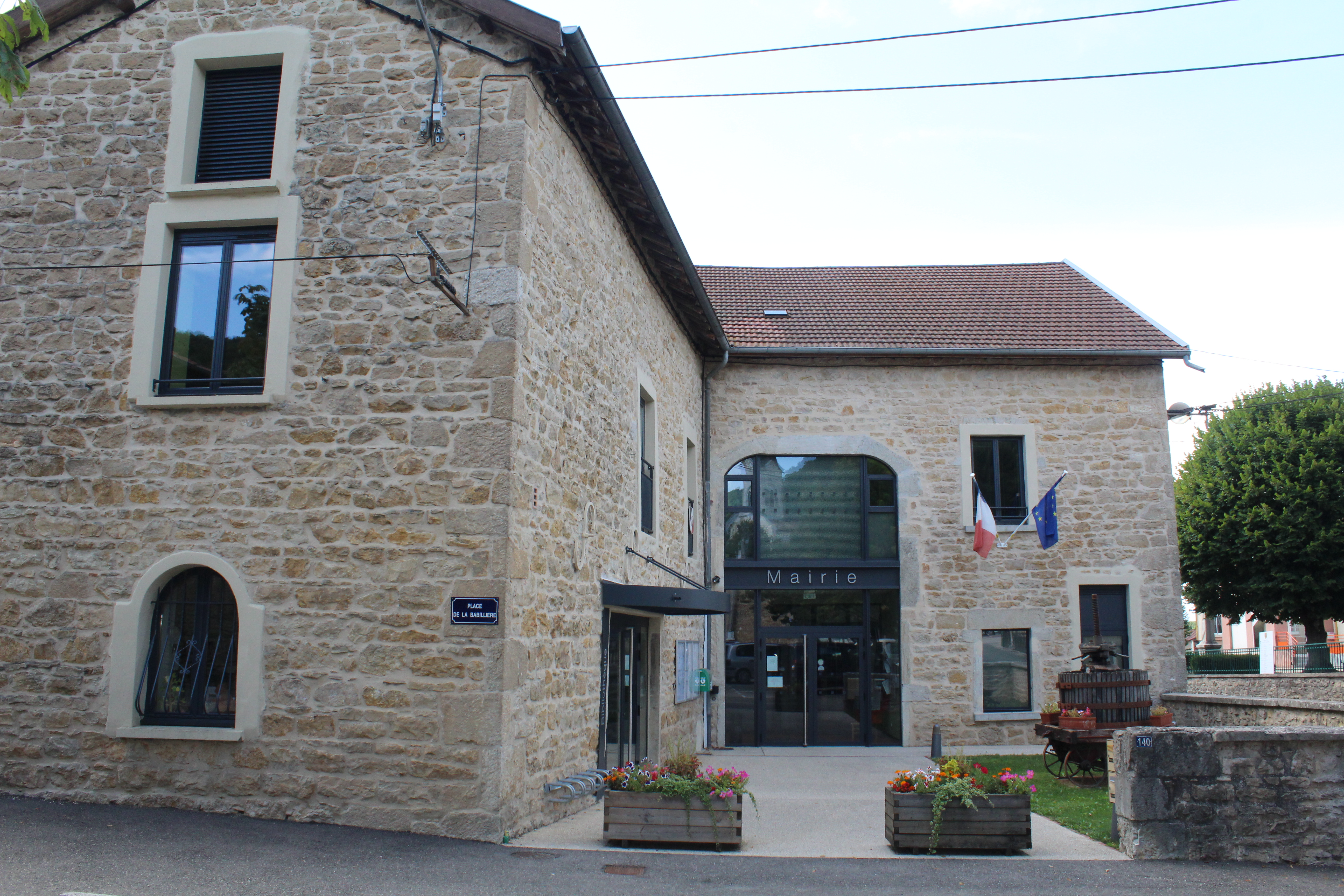
Rathaus (Mairie)
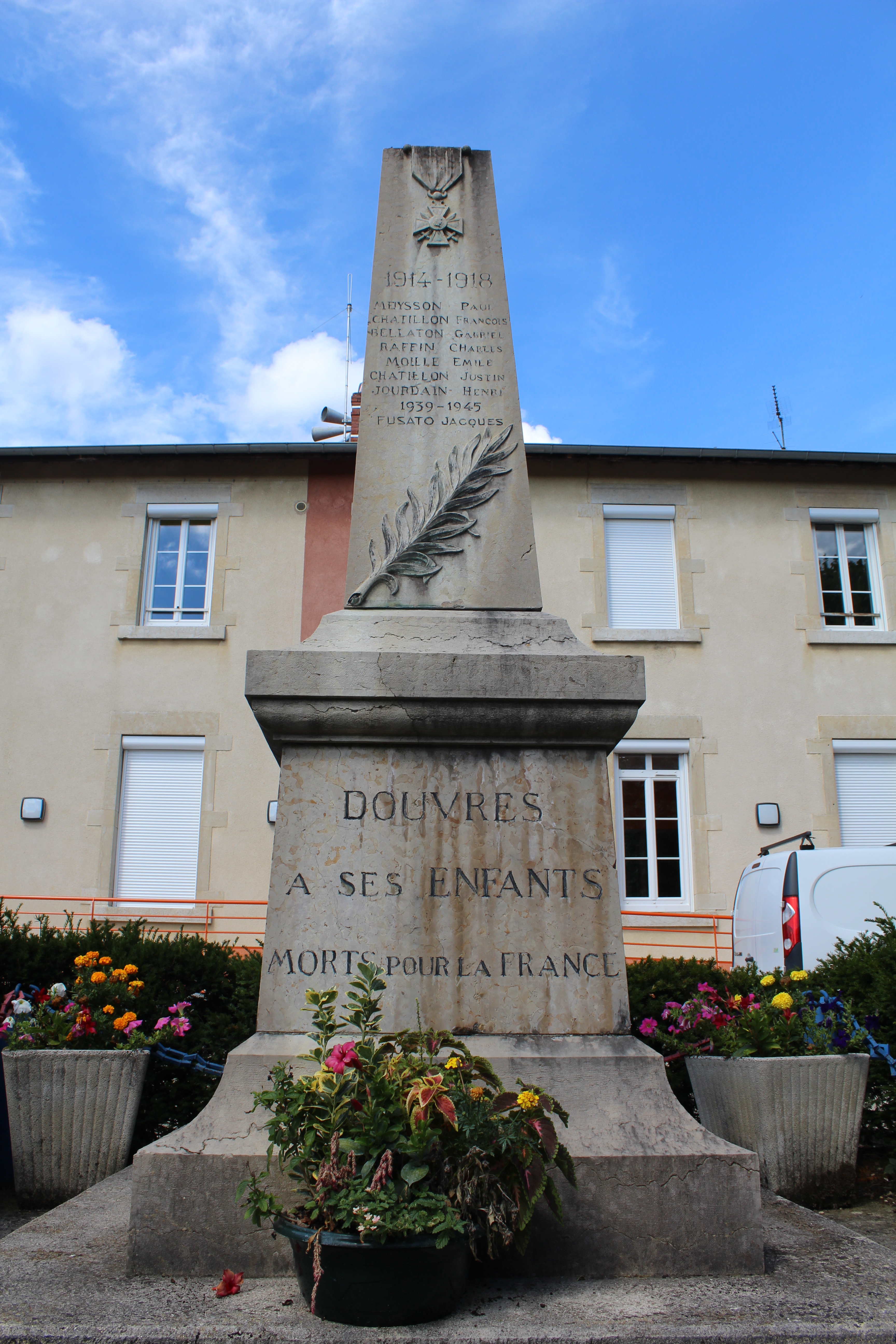
Gefallenendenkmal

## Wirtschaft und Infrastruktur
Douvres war bis weit ins 20. Jahrhundert hinein ein vorwiegend durch die Landwirtschaft geprägtes Dorf. Die für Getreide und Eiweißpflanzen genutzten Felder unterhalb des Dorfes werden heute von wenigen großen Höfen in Douvres und den Nachbarorten bestellt. Daneben gibt es verschiedene Betriebe des lokalen Kleingewerbes. Mittlerweile hat sich das Dorf vor allem zu einer Wohngemeinde entwickelt. Viele Erwerbstätige sind Wegpendler, die in den größeren Ortschaften der Umgebung ihrer Arbeit nachgehen.
Die Ortschaft liegt abseits der größeren Durchgangsstraßen, ist aber dennoch durch die Nähe zu Ambérieu und zur Anschlussstelle der Autobahn A42 in Château-Gaillard gut an das regionale Verkehrsnetz angeschlossen. Mehrere Abzweigungen der Departementsstraße D36 verbinden das Dorf mit den Ortschaften in der Ebene das Ain-Tals. Ein von den TER Auvergne-Rhône-Alpes bedienter Bahnhof befindet sich in Ambérieu, durch das die beiden Strecken Lyon–Genf und Mâcon–Ambérieu verlaufen. Als Flughäfen in der Region kommen Lyon-St-Exupéry (52 km) und Genf (103 km) in Frage.

## Schulen
In Douvres befindet sich eine staatliche école primaire (Grundschule mit eingegliederter Vorschule).

## Persönlichkeiten
- France Kermer, französische Malerin, Kunstpädagogin und Autorin (* 1945 in Douvres)